# 黑水溝 (小說)
《黑水溝》是台灣小說家姚嘉文的經典作品，屬於台灣七色記系列的第二部曲。《黑水溝》描述1680年台灣東寧王朝末期動盪社會中的情愛悲劇。本書籍由此段愛情故事，鋪陳出鄭氏王族在台灣的統治歷史。

## 故事背景與內容
東寧王朝末期，東寧總制陳永華麾下一個親近的軍士－李望山，和一位幼年隨母來台在總制府服侍的少女－陳素面，日久生情，雙方私定終生，但隨著鄭氏及滿清雙方的衝突愈演愈烈，李望山也面臨了私情與信念的抉擇。藉由這段故事，作者描述了鄭氏的反清復明、反攻西征、海上走私以及滿清的議撫勸降，以致最後的澎湖海戰等東寧末期史詩。一方面是海峽兩岸的對峙分合，一方面是中國漢人（閩南人、客家人）移民台灣島上的落根生葉，以及與台灣原住民關係的繼續發展。全書透過陳永華、馮錫范、劉國軒以及施琅等四個掌握東寧存亡的關鍵人物，清楚地交代了歷史轉折的特殊背景。

## 章回篇目
- 第一章 〈陳總制〉
- 第二章 〈馮侍衛〉
- 第三章 〈劉將軍〉
- 第四章 〈施提督〉

## 小說人物

### 虛構人物
| 人物   | 角色     | 備註 |
| 李望山 | 東寧軍人 |      |
| 陳素面   | 宮廷侍女 |      |
| 郭舵公 |          |      |

### 真實人物
| 人物     | 角色             | 備註                 |
| 陳永華   | 東寧總制         |                      |
| 馮錫範   | 侍衛將領         |                      |
| 劉國軒   | 東寧將領         |                      |
| 施 琅    | 滿清提督         |                      |
| 董國太   | 王太妃           | 鄭成功之妻、鄭經之母 |
| 鄭克臧   | 延平王、監國世子 | 書中稱「監國爺」     |
| 廢妃陳氏 | 王妃、世子妃     | 書中稱「監國夫人」   |

## 外部連結
- 從《台灣七色記》談台灣歷史（页面存档备份，存于）
- 博客來-台灣七色記之二：黑水溝（台灣天地會）（页面存档备份，存于）